# M134 (機関銃)
ミニガン（英語: Minigun）は、ゼネラル・エレクトリック（GE）社が開発した7.62mm口径のガトリング銃。アメリカ陸軍ではM134として制式化したほか、海軍ではGAU-17/A、空軍ではGAU-2B/Aと称する。なお「ミニガン」という愛称は、同社が先行して実用化したM61 バルカンのダウンサイジング版としての位置づけに由来する。

## 来歴
ジェット機の登場とともに航空機関砲の火力向上の必要が高まったのを受けて、ゼネラル・エレクトリック（GE）社はガトリング砲に着目して開発を進め、1957年12月に20×102mm弾を使用するモデルがM61 バルカンとして製品化された。GE社では、これをもとに口径や砲身数を変更してのバリエーション展開も志向しており、まず7.62×51mm弾を使用するモデルについて、1960年より社内で独自に研究開発を開始した。要素開発を経て、1962年からは「ミニガン」計画として正式に発足し、同年にはアメリカ空軍より試作銃およびガンポッドの製作についての契約を受注した。これに基づいて製作されたSUU-11/Aガンポッドは、エグリン空軍基地において1963年11月より試射を開始した。
1964年を通じて、エグリン空軍基地およびスプリングフィールド造兵廠において大規模な射撃試験が行われ、その結果を踏まえて設計が改訂された。一方、エグリン空軍基地では同時期にM37機関銃をC-47輸送機の左舷側に舷側銃（Side-Fire）として搭載したガンシップ (Douglas AC-47 Spooky) の試験を行っていたが、M37機関銃では威力不足が懸念されていた。空軍のミニガン計画担当者からの提案を受け、M37のかわりにミニガンを用いてみたところ極めて満足すべき成績であり、これを搭載したAC-47攻撃機は実戦試験のため南西アジアに送られ、早くも同年12月には実戦投入された。

## 構造
上記の経緯もあり、基本的にGE社が先行して開発したM61の構成や動作機構を踏襲しつつ、弾薬を7.62×51mm弾に変更したモデルである。
ガトリング砲としての設計に基づき、6本の銃身はそれぞれ各1個の遊底を有し、外部動力によってハウジング内部のロータで反時計周りに回転をすることで射撃が行われる。ハウジング内壁にはカム経路が形成されており、各遊底はロータの回転に伴って、このカム経路に従って可動し、下記のような工程を繰り返す。
1. 送弾 - 砲弾が薬室後方に配置される。
2. 装填 - 砲弾が薬室内に挿入される。
3. 閉鎖 - 遊底が薬室を閉鎖し、撃発できる状態とする。
4. 開放 - 撃発後、薬室を開放する。
5. 抽筒 - 薬莢を薬室から引き出す。
6. 蹴出 - 薬室から引き出された薬莢が排出される。

これらの工程を繰り返すための外部動力としては、28ボルト・直流ないし115ボルト・交流の電動機が用いられる。ガス圧作動方式のXM133も開発されたが、試験の結果、整備性の要求を満たさないと判断され、装備化に至らなかった。
給送弾には、M61と同様のコンベアを用いたリンクレス式の機構のほか、標準的なM13 リンクを用いることもできる。ただしリンクレス式の機構であれば毎分6,000発の最大発射速度を発揮できるのに対し、リンク式の機構では毎分4,000発が上限となる。またM61では薬莢を弾倉に回収するシステムが一般的であったのに対し、ミニガンではこのような構成は用いられなかった。

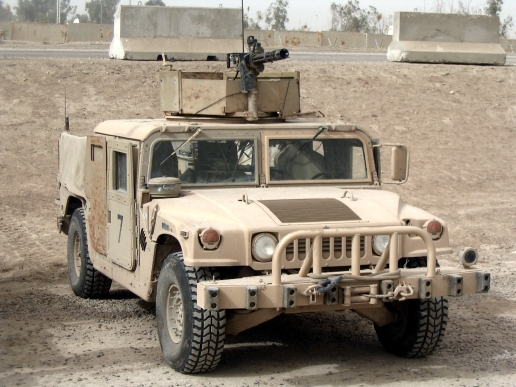
M134を搭載したハンヴィー
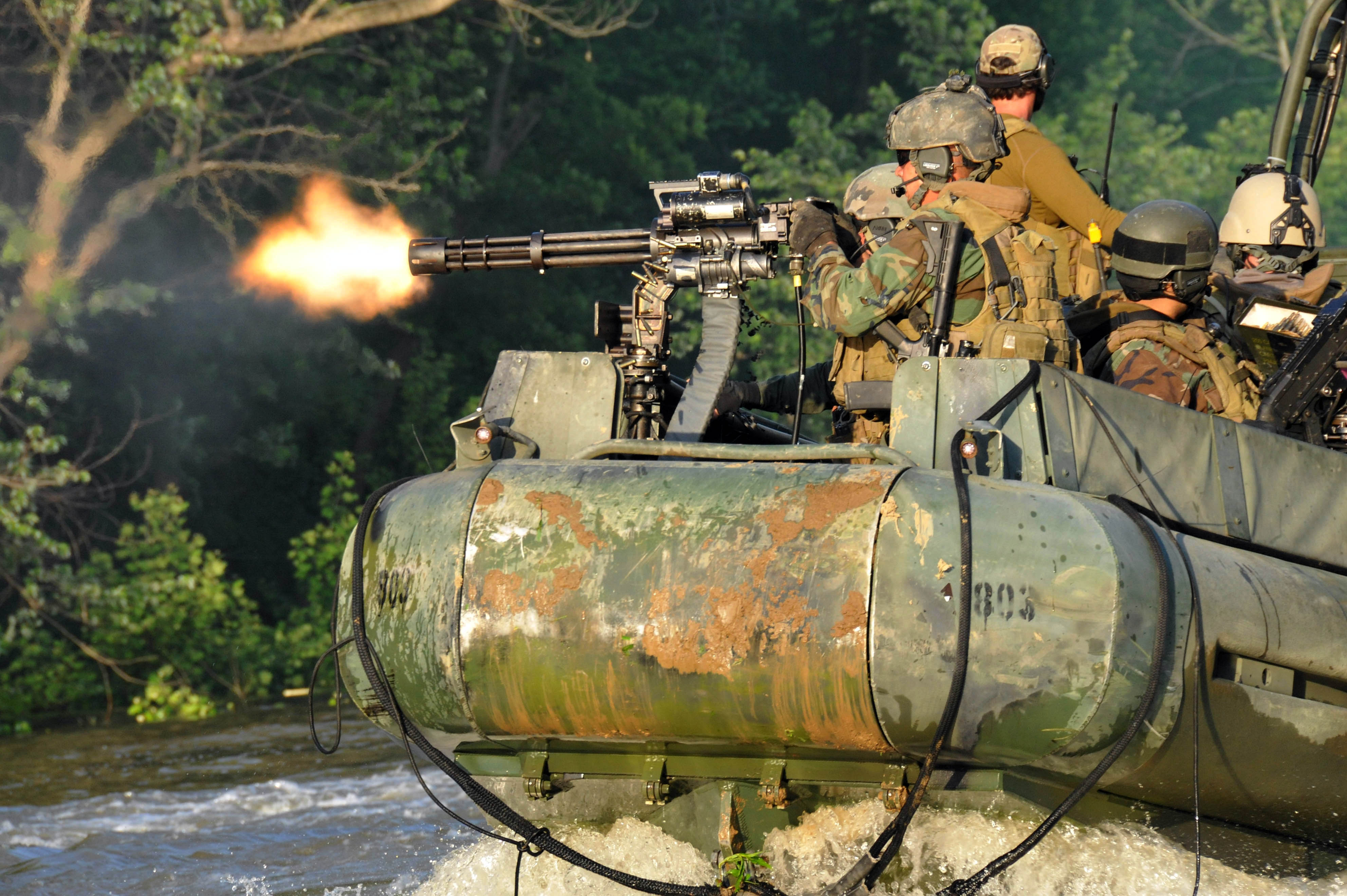
舟艇に搭載したMk 25 Mod 0で実弾演習を行うアメリカ海軍特殊部隊の兵士 銃本体の手前に空薬莢、向こう側に分離したリンクが排出されている。また射手が保持する操作ユニットには電源ケーブルが接続されている
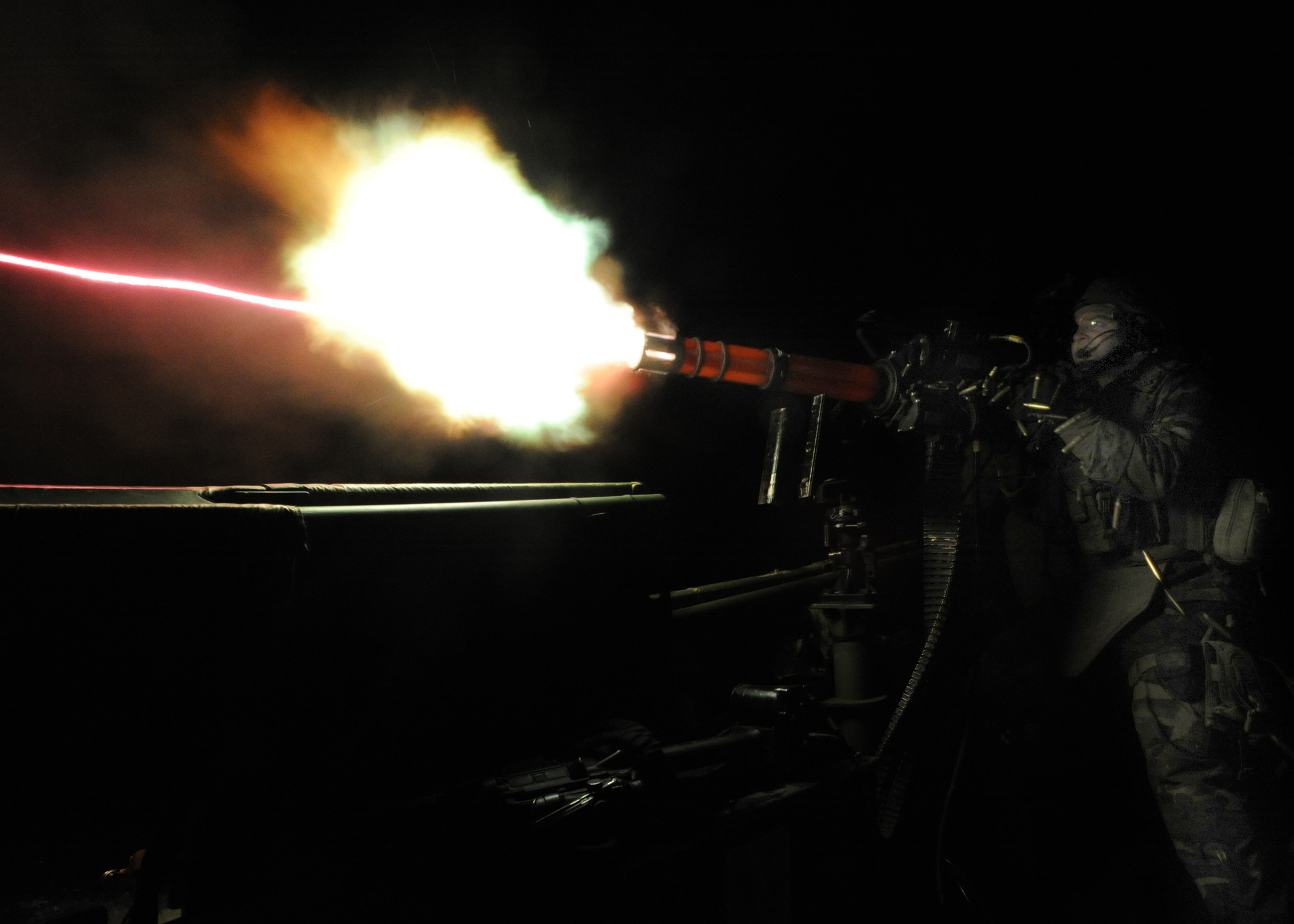
連続発射で赤熱した銃身

## 実装

### 機上型
アメリカ空軍において、ミニガンはまずガンシップ向けの舷側銃として装備化され、1967年からはA-37軽攻撃機の機首に固定装備するかたちでも搭載された。これらはいずれもリンクレス式の給送弾機構を用いていた。
陸軍もミニガンに着目し、機外両舷に搭載するためのXM21サブシステムに組み込んで、UH-1の武装ヘリコプター仕様機に搭載した。またこれに続いて開発された本格的攻撃ヘリコプターであるAH-1GでもXM28ターレットに組み込まれて搭載されたほか、これらの武装・攻撃ヘリコプターと組み合わされて運用されるOH-6観測ヘリコプターでもXM27サブシステムに組み込んで搭載された。これらのヘリコプター用のミニガンは、いずれもリンク式の給送弾機構を用いていた。
一方、空軍はキャビンに設置したピントルマウントに架するかたちで搭載しており、UH-1NではA/A49E-3マウントが用いられた。このマウントはドアガンとして用いられ、キャビンの貨物スペースは貨物輸送や負傷者後送などの本来任務のために空けておくことができた。またM93サブシステムでは、ドアガンとして射手が舷側にむけて射撃するほか、銃を機外に押し出して前方に向けて固定した状態であれば、パイロットが射撃を行うこともできた。これらのピントルマウントとの組み合わせは海軍・海兵隊にも導入されたほか、SH-3やHH-53、CH-53など他機種にも敷衍された。

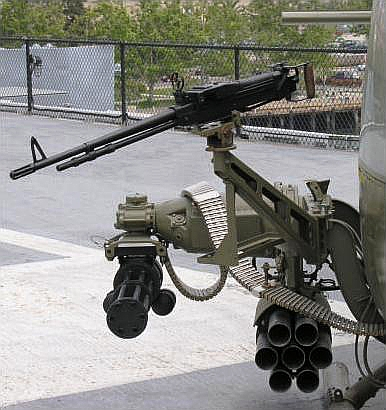
M21サブシステム。M134と7連装ロケット発射筒が組み合わされている。
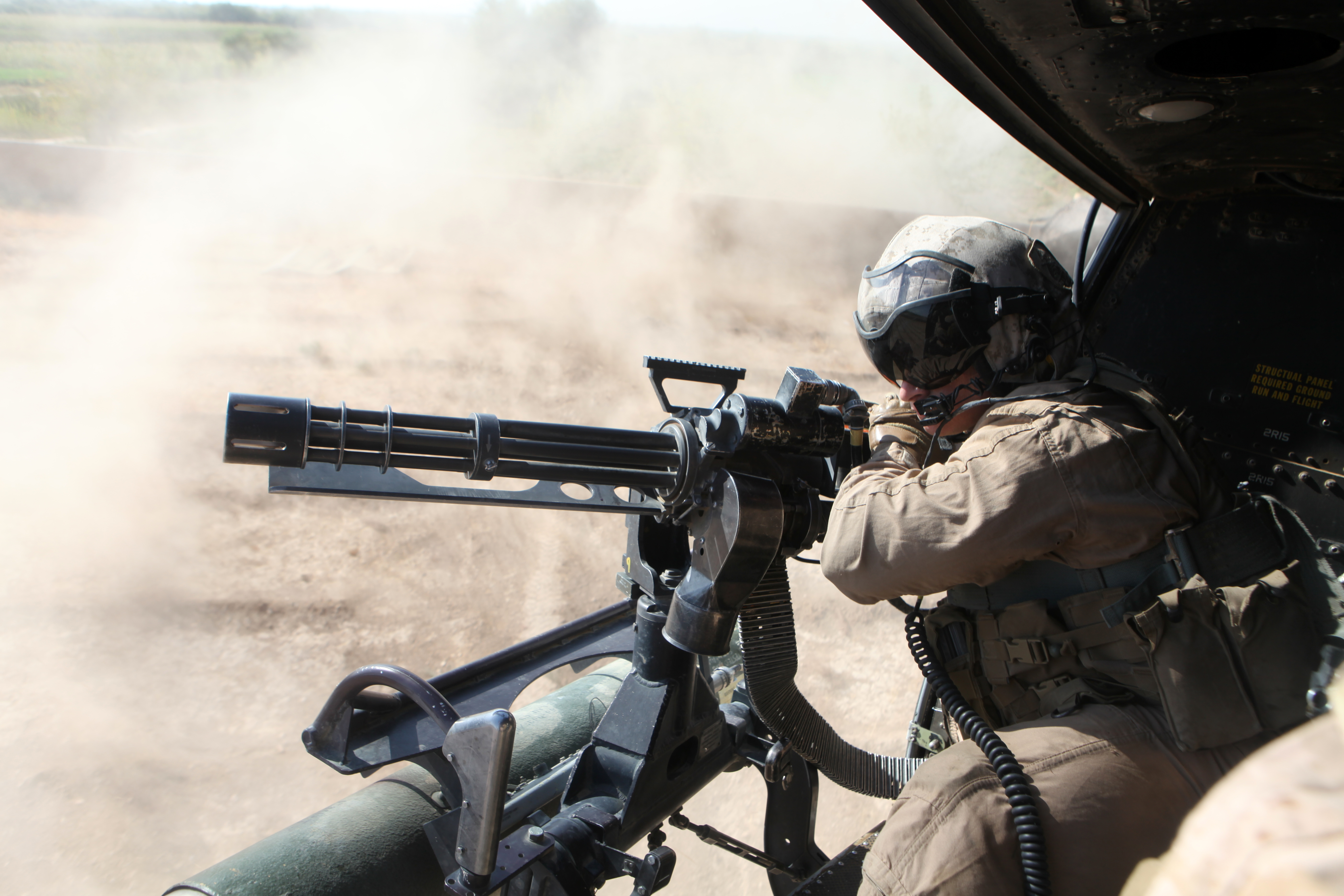
UH-1Y ヴェノムに搭載されたGAU-17/A

### 艦載型

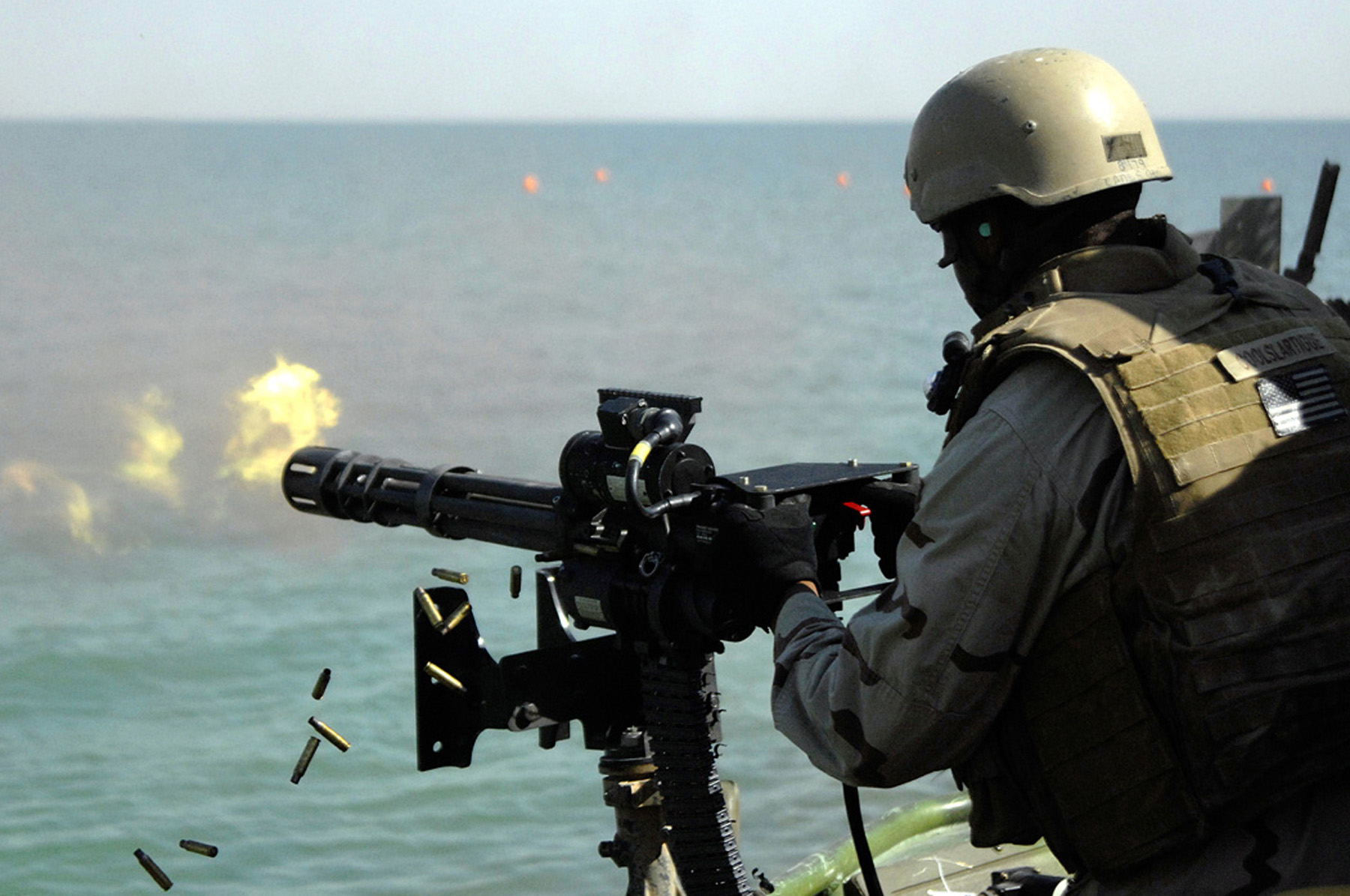
GAU-17を射撃する水兵

GE社では、艦載用のマウントとしてEX-77を開発したものの、アメリカ海軍で装備化されるには至らなかった。
銃を単純なピントルマウントに架するかたちでの運用は行われており、アメリカ海軍ではGAU-17/A、イギリス海軍ではMk.44と称されている。

### 比較表
| 陸軍型     | 空軍型   | 海軍型      | 説明 |
| ---------- | -------- | ----------- | --- |
| XM134/M134 | GAU-2/A  | 該当無し    | 7.62x51mm NATO弾使用 別称"ミニガン" 6バレル仕様 機関銃                                                                     |
| 該当無し   | GAU-2A/A | 該当無し    | GAU-2/Aの派生型 |
| M134       | GAU-2B/A | Mk 25 Mod 0 | GAU-2A/Aの派生型 |
| 該当無し   | GAU-17/A | 該当無し    | GAU-2B/Aの派生型 既存の派生型周辺機器に対応するモデル MAU-201/AまたはMAU-56/Aの給弾システムを使用することができる          |
| XM196      | 該当無し | 該当無し    | M134/GAU-2B/A の派生型 薬莢排出スプロケット（ギア）を改良した物 AH-56にてXM53 アーマメントサブシステムの一環として使用する |

## 使用国
- オーストラリア
- アゼルバイジャン
- ブラジル
- ボツワナ
- カナダ
- チリ
- コロンビア

- クロアチア
- ドイツ
- 韓国
- フランス
- ジョージア
- ギニア
- イラク

- イスラエル
- メキシコ
- オランダ
- ニュージーランド
- ナイジェリア
- ノルウェー
- フィリピン

- ポーランド
- シエラレオネ
- タイ
- イギリス
- アメリカ合衆国
- 日本

### 日本における運用
航空自衛隊では、T-4練習機の開発段階では戦技訓練用としてミニガンのガンポッドを搭載することを想定しており、ヘッドアップディスプレイ（HUD）でも射撃用のモードを選択可能とされ、1987年には試作2号機にガンポッドを搭載し、三沢基地で発射試験が行われた。ただし量産機ではHUDの射撃用のモードは削除され、武装せずに運用されている。
陸上自衛隊では、第102飛行隊がUH-60JA搭載火器として運用している。

## フィクションへの登場
映画などのフィクションでも人気があるが、射手が単独で携行し、手で構えて撃つという現実とは異なる描写がなされ、誤解を招くことも多い。映画に登場するような携帯型は、実銃を改造した撮影用のプロップガンである。ただ、これを使用する登場人物はサイボーグ、あるいは人間型ロボットであると設定されている作品も多い。また、登場人物が常識外の怪力であることを表現する演出として、現実ではあり得ないのは承知で用いられる場合もある。毎分の発射速度が速すぎてフィルムでは火を吹いているようにしか見えないため、発射速度を下げて撮影されることが多い。
1987年に公開された映画『プレデター』では、携行型のM134を模したプロップガンが登場し、作中では生身の人間が被弾すれば痛みを感じる前に死んでいるという意味で「Old Painless」（無痛ガン）という愛称で呼ばれていた（実銃ではそのような愛称はつけられていない）。

### 登場作品

#### 映画・テレビドラマ
『CHUCK/チャック』
シーズン3第1話終盤において、チャックとサラを救出するためにケイシー大佐がヘリから掃射する。
『GUN CRAZY Episode-2「裏切りの挽歌」BEYOND THE LAW』
『REDリターンズ』
ハン・チョバイがバンに搭載したものを使用する。
『アイアンマン2』
アイアンマンマーク2がウォーマシンに改造された際の追加武装として登場。
『アンビュランス』ローライダーに改造されたシボレー・インパラに搭載され、遠隔操作で警官隊へ接近後に銃撃し、複数の警官を負傷または殺害に成功する。
『エクスペンダブルズ3 ワールドミッション』
前半のモガディシュの港の戦闘で、ヘイル・シーザーが本銃の個人携行用カスタムモデルを装備。ガンナー・ヤンセンとともにボートから機銃掃射を行い、主人公のバーニー・ロスたちを援護する。なお、ガンナーは「自分のより大きな銃」への対抗心から、ヘイルに実銃の速射性にちなんで「10秒で撃ち尽くすぞ」と皮肉を言っている。
『エンド・オブ・ホワイトハウス』
UH-60にドアガンとして搭載されており、Navy SEALsの隊員が使用する。
『キングコング:髑髏島の巨神』
UH-1にドアガンとして搭載されている。序盤にコングに向けて射撃を行うが、搭載した機体がコングの攻撃によって撃墜されたため、使用不能になる。
『地獄の黙示録』
UH-1にドアガンとして搭載されている。ベトコン拠点の村を襲撃する際に「ワルキューレの騎行」を大音量で流しながら、M60Dとともに猛烈な機銃掃射を行う。
『ジュラシック・ワールド』
EC 130にドアガンとして搭載されており、脱走したインドミナス・レックスに対して使用される。しかし、ディモルフォドンの攻撃によってEC 130が墜落したため、使用不能になる。
『ターミネーター2』
エンリケ・サルセイダの武器庫にあった武器の1つにM134の携行用カスタムモデルがあり、普通の銃より大きな本銃を手にしたT-800のことを、ジョン・コナーは「あんたにピッタリだ」と評する。その後、サイバーダイン社を爆破するための時間稼ぎや逃走経路確保のため、社屋前に陣取るロサンゼルス市警察の警官隊に対してT-800が窓から掃射を行い、多数のパトカーや警官たちの足元付近を撃って追い立てるが、その途中で弾切れとなったために放棄する。威力の描写は通常の機関銃とほぼ同様で、パトカーを蜂の巣にし走行不能にする。ともに携行していたM79 グレネードランチャーで残りのパトカーを完全破壊し、警察の突入や追走の手を断つ。
冒頭の未来世界の戦闘シーンでは、人類抵抗軍がM134の部品を用いて作られたフェイズドプラズマ機関銃を、陣地機銃やテクニカルの車載機銃として用いている。
『ターミネーター4』
T-600が片手で使用。
『第9地区』
監視塔に設置されている。劇中では主人公であるヴィカスの強化外骨格に対してMNUの傭兵が使用するが、反撃を受けて射手ごと吹き飛ばされる。
『トランスフォーマー/リベンジ』
対ディセプティコン特殊部隊NESTが携行用カスタムモデルを使用する。
『トランスフォーマー/ロストエイジ』
「墓場の風」の車両に搭載。オートボット狩りで使用するほか、シェーンの車に威嚇射撃する。
『トランスフォーマー/最後の騎士王』
対トランスフォーマー部隊「TRF」の車両に搭載されているほか、サイバトロン星の戦闘でアメリカ陸軍兵士が地面に設置して使用する。
『ネイビー・シールズ』
Mk5特殊任務艇・UH-60 ブラックホークに搭載されている。
『バイオハザードV リトリビューション』
アンブレラ社の輸送機に搭載されており、アルカディア号に対して機銃掃射を行う。
『バトルシップ』
主人公のホッパー大尉らが海上にある未確認物体を臨検するために乗り込んだ複合艇に搭載されている。
『ブラックホーク・ダウン』
ソマリアの紛争地帯に降り立った兵士達を援護するため、MH-60L ブラックホークにドアガンとしてM134が搭載されている。地上の兵士からは死角になる建物の屋上に陣取るソマリア民兵に対して使用したり、兵士たちをラペリング降下させる際の無防備になった瞬間を狙ってきたRPG-7の射手に対して使用し、発射する前に倒すことに成功する。また、MH-6J リトルバードのスタブウイングにも搭載されており、夜間戦闘の際に建物の屋上から第75レンジャー連隊を攻撃していたソマリア民兵へ向け、強烈な機銃掃射を行う。
『プレデター』
個人携行型が最初に登場した作品。チームの一員ブレインが使用し、ブレインがプレデターに狩られたあと、ブレインの親友マックが仇討ちに使用。M60のフォアエンドを流用。
『プレデターズ』
登場人物の1人であるニコライが、ブレインと同じく個人携行型を装備する。しかし、中盤の戦いでプレデターのショルダープラズマキャノンにより機関部を破壊されたため、その場に破棄する。
『ホワイトハウス・ダウン』
大統領専用車の護衛車（シボレー・サバーバン）に搭載されていたのをテロリストが使用。大統領専用車に猛攻を加えるが内部まで破壊することはできなかった。UH-60に搭載されたものがテロリストに使用されるほか、終盤で主人公のジョン・ケイルが護衛車で大統領執務室に突入した後、核ミサイルの発射ボタンを押そうとしていたウォーカーを仕留める際にも使用。
『マトリックス』
ネオとトリニティーがモーフィアスを救出すべく乗り込んだビルの屋上で、奪ったUH-1にドアガンとして搭載されていたものをネオが使用。並の銃とは比べ物にならない連射力を生かし、普通の銃撃を回避するエージェントたちに直撃弾を与え、一時的に無力化させる。
『ラスト・アクション・ヒーロー』
敵組織がミニバンに車載して使用するが、車内に収納するため銃身がギリギリまで切り詰められている。
『ランボー/怒りの脱出』
ジョン・ランボーが中盤のベトナム軍基地を襲撃した際にUH-1の操縦席から遠隔操作を行い、ベトナム人民軍兵士を一掃する。
終盤のヘリ戦では、ソ連軍のMi-24 ハインドに搭載されたDShK38重機関銃（M60Dの改造）による銃撃に対抗すべく、アメリカ軍捕虜がUH-1のキャビンから射撃する。これにより、Mi-24は機体の一部が破損して落下し、さらにソ連軍兵士1人を倒す。
『ランボー3/怒りのアフガン』
ソ連軍のMi-24の機首にYakB-12.7の代わりに搭載されている。
『ワイルド・スピード SKY MISSION』
ジャカンディ率いる民間軍事組織の無人攻撃機に搭載し、ラムジーの乗っている車を攻撃する。その後、ホブスの活躍により無人攻撃機が破壊され、銃本体を持ってジャカンディのヘリを攻撃する。
『ワイルド・スピード ICE BREAK』
ロシアの大統領の護衛車に搭載。ハッキングにより遠隔操作された車を破壊するのに使用。
『ワンス・アンド・フォーエバー』
前半のフォート・ベニング基地にて、アメリカ陸軍第1騎兵師団隷下の第7騎兵連隊第1大隊の士官たちが、大隊長を務める主人公のハル・ムーア陸軍中佐との初顔合わせの当日、士官たちが集合していた基地の倉庫で本銃を試験運転している。後半のイア・ドラン渓谷の戦い終盤では航空支援に到来したブルース・クランドール陸軍少佐らが駆るUH-1の武装の1つで、北ベトナム軍目がけて猛烈な機銃掃射を行う。

#### アニメ・漫画
『EX-VITA』
『HELLSING』
アニメ版で第九次空中機動十字軍のUH-1にドアガンとして搭載されている。
『PSYCHO-PASS サイコパス』
軍事用ドローンに装備されている。
『ギルティクラウン』
『ゲート 自衛隊 彼の地にて、斯く戦えり』
漫画版で帝国講和派救出作戦に参加したCH-47Jのドアガンとしてホロサイト付きの物が搭載されている。
『攻殻機動隊 STAND ALONE COMPLEX』
第24話の強化外骨格相手の戦闘で、体の大半をサイボーグ化したバトーが使用する。
『さばげぶっ!』
『静かなるドン』
新鮮組突撃隊長の猪首硬四郎が使用。猪首の怪力ぶりを示すアイテムとなっている。
『しすばれ -Sister bullet-』
第1巻にて、弾正院尽が使用。
『真剣で私に恋しなさい!』
密輸犯の倉庫に転がっていたもの。作中では打撃武器として使用される。
『するめいか』
『セーラー服と重戦車』
『ダンガンロンパ 希望の学園と絶望の高校生』
アニメ第4話に登場。
『バイオハザード: ヴェンデッタ』
序盤にメキシコ軍のAS532ヘリコプターがドアガンとして搭載し、a-ウイルス感染者への掃射に使用。中盤では、ウイルス投与で肉体改造されたディエゴ・ゴメスが、手持ち式に改造されたM134を自身の怪力により携行して使用。終盤にはBSAA所属のV-22オスプレイの機体下部に搭載されたものが使用され、全編を通して登場している。
『緋弾のアリアAA』
第11話で夾竹桃が使用。
『秘密結社鷹の爪 カウントダウン』
デラックスモービルに装備されている武器として登場しており、レオナルド博士によると「苦しまずに一瞬にして死ねる武器」とのこと。
『フランチェスカ』
『めだかボックス』
宗像形が所持。
『ヨルムンガンド』
漫画第3巻、アニメ第6話でレームとマオが船から海賊のオリックスへの攻撃に使用。
『ルパン三世VS名探偵コナン THE MOVIE』
終盤、輸送機内でルチアーノが使用。本銃が非現実的な扱い方が多くされるなか、本作では常人が1人で持ち運ぶという非現実的な描写はあるものの、発砲時の反動により射撃の制御ができないという現実的な描写がなされている。
『ルパン三世 ワルサーP38』
タランチュラの幹部ホークが、ルパン三世と次元大介、穏健派との戦闘で個人携行型を使用。作中では通常の銃撃の他、相手からの銃撃や、ナイフを防ぐ盾としても使用。
『暗殺教室』
第四話にてプロの殺し屋であるイリーナ・イェラビッチが殺せんせーを暗殺する為に使用する。

#### 小説
『自衛隊三国志』
三国時代へタイムスリップした自衛隊に撃墜された中国軍の攻撃ヘリコプターに搭載されていたものを、張飛が取り外して個人で使用する。これは、中国軍が作った違法コピー品であり、発射速度は本家に遠くおよばないものであるが、大重量のバッテリーは小型化され、内蔵されている。
『ソードアート・オンライン』
第5巻で、敵スコードロンのベヒモスが使用。
『緋弾のアリアAA』
第3巻で、夾竹桃が使用。
『ブラック・ブレット』
第2巻で、ティナ・スプラウトが銃身を切り詰めたものを手持ちで使用。

#### ゲーム
『Just Cause 2』
「Minigun」の名称で登場する。装甲車やヘリコプターのほか、基地などに固定機銃として設置してあるが、取り外して使用することが可能。
『Operation Flashpoint: Dragon Rising』
MH-60S ナイトホークにドアガンとして搭載されているほか、AH-6J リトルバードの武装としてスタブウイングに搭載されて登場する。
『Payday 2』
「Vulcan」という名称で登場。
『Saints Row: The Third』
「ミニガン」の名称で登場。ブルートと呼ばれるクローンの一部がミニガンで武装してプレイヤーに襲い掛かってくる。また、プレイヤーもミニガンを使用できるが、行動に制限がかかる。
『Team Fortress 2』
ロシア人の大男「ヘビー」のメイン武器として登場。近距離では戦闘職の体力が175-300のゲームにおいて秒間500ダメージというとてつも無い数値を叩き出すが、遠距離ではピストルの方がマシと言うピーキーな性能。
『Wargame Red Dragon』
NATO陣営の各種装甲戦闘車両やヘリコプターに搭載されている。
『WarRock』
一部のステージに配置されているほか、UH-60 ブラックホークの武装としても登場。
『エースコンバット アサルト・ホライゾン』
MH-60のドアガンとして「機関銃」の名称で登場。ステージでは無限かつオーバーヒートなしで撃てる。また、Mi-24 ハインドやRPG-7の弾頭などを撃墜することも可能。
『怪盗ロワイヤル-zero-』
「ガトリング」の名称で登場。
『カウンターストライクオンライン』
「M134 ミニガン」として登場。また、ゲームオリジナルのカスタムとしてクリスマスの装飾が施された「M134 ChristmasEdition」および性能が上昇した「M134 Predator」が登場。
『グランド・セフト・オートシリーズ』
ほとんどの作品に登場。作中武器の中で最高の連射性能を誇る。
『GTA:VC』
自動追尾機能が付いており、近くにいる人物や車両に対して自動的に照準を合わせてくれる。
『GTA:SA』
『GTA:VC』で実装されていた自動追尾機能が削除された代わりに手動照準が可能になっており、より精密な射撃が可能になった。手持ち型のほか、銃座に据えられた型も登場しており、一部ミッションでは銃座を使用して航空機を撃墜する場面がある。
『GTAV』
「ミニガン」の名称で登場する。一部ミッションでは本銃を用いて警官隊や軍隊の包囲網を突破する場面がある。
『コール オブ デューティシリーズ』
『CoD4』
UH-60からの掃射ができる。撃ち続けるとオーバーヒートを起こしてしまう。
『CoD:MW2』
ハンヴィー・UH-60からの掃射ができる。
『CoD:MW3』
UH-60・M1A2 エイブラムス・UGVからの掃討ができる。M1A2に搭載しているものは撃ち続けるとオーバーヒートを起こす。
『CoD:BO』
キャンペーンに「デスマシーン」の名で登場するほか、UH-1の搭載火器として登場。
『CoD:BO2』
キャンペーンに「ミニガン」と近代化改修を施したものが「デスマシーン」の名で登場。また、VTOLのドアガンとしても登場している。
『CoD:G』
キャンペーンでは車両・UH-60の搭載火器として登場。マルチプレイでは「デスマシーン」の名で登場する。
『CoD:AW』
マルチプレイの一部マップで銃座に据え付けられて登場する。
『バイオハザード5』
「ガトリングガン」の名で登場、クリス・レッドフィールド専用銃。
『バトルフィールドシリーズ』
『BFV』
UH-1・OH-6 ローチに搭載されて登場する。
『BF2』
MH-60S ナイトホーク・OH-6に搭載されて登場する。
『BF2MC』
WZ-9・UH-60L ブラックホークのドアガンとして、AH-6Jの武装としてスタブウイングに搭載されて登場する。
『BFBC』
キャンペーンでMk5特殊任務艇に搭載されている。敵が使用してくるほか、主人公らも使用可能。
『BFBC2』
UH-60にドアガンとして搭載されている。
『BF3』
UH-1Y ヴェノム・KA-60 カサートカにドアガンとして、AH-6Jの武装としてスタブウイングに搭載されて登場する。
『BF4』
輸送ヘリコプターやRHIBボートなどに搭載されている。
『BFH』
武装SUV・攻撃ヘリコプターなどに搭載されている。
『PUBG MOBILE』
『PLAYERUNKNOWN'S BATTLEGROUNDS』のiOS/Android版（『PUBG MOBILE』）において『バイオハザード RE:2』とのコラボレーション企画によりプレイヤー携行武器として期間限定イベントマップ内に実装。高威力かつ反動も少ないが構えた状態での移動速度は大幅に低下し、リロード時間や撃ち出しまでの時間は長い。
なおこの企画は『PUBG MOBILE』限定なため、『PUBG』のその他のプラットフォーム版においては本銃は未実装である。
『Fortnite』
「ミニガン」という名称でヘンチマンやザ・クラトウにいるボス、ブルータスを倒すことで入手できる。宝箱や救援物資などからは入手できない。
『Fallout シリーズ』
「ミニガン」の名称でB.O.S.等各陣営のNPCが携行しているほか、『Fallout4』ではB.O.S.が所有する小型VTOLベルチバードにドアガンとして搭載されて登場する。いずれも主人公が使用可能。
『マーセナリーズ』
各種陣営が運用するヘリコプターに搭載されている。
『マーセナリーズ2 ワールド イン フレームス』
各種陣営の車両やヘリコプター、舟艇に搭載されている。
『メダル・オブ・オナー』
CH-47 チヌークに搭載している。撃ち続けるとオーバーヒートを起こす。
『メダル・オブ・オナー ウォーファイター』
UH-60に搭載している。撃ち続けるとオーバーヒートを起こす。
『メタルギアソリッド ピースウォーカー』
「M134ガトリング機関銃」として登場。連射性能はゲーム中トップクラス。
『リトルバスターズ! エクスタシー』
朱鷺戸沙耶が作中にて使用。
『龍が如く6 命の詩。』
東城会の組員が携行型を所持し、ヘリから桐生一馬を掃射する。
『surviv.io』
M134として登場。
連射力や集弾率トップクラスだが、装備中の移動速度やリロード速度が非常に遅い。
『ブルーアーカイブ -Blue Archive-』
アビドス高等学校のアビドス廃校対策委員会に所属している十六夜ノノミ（いざよいののみ）が「リトルマシンガンⅤ」という名前のM134を使用、所持している。
M134は個人携行するような武器ではないが、ノノミのリトルマシンガンⅤは携行型である。
ミレニアムサイエンススクールのエンジニア部に所属している豊見コトリは「プロフェッサーK」という名前の改良型のM134Dを携行しており、他にもモブ生徒たち（不良など）もミニガン（M134など）を使用している。

### 遊戯銃
実物からして電動であるため、必然的に電動ガンとなる。
アサヒファイアーアームズ製電動ガスガン
1993年発売。ラジコンカー用ニッカドバッテリーで給弾機構を駆動させ、エアタンクやグリーンガスなどの外部ソースのエア/ガスで発射する。
トイテック製電動エアコッキングガン
1993年発売。鉛蓄電池で給弾機構・発射機構を駆動させる。2008年にはクラフトアップルより耐久性向上・ホップアップシステム搭載などの改良がなされたリニューアル版が発売された。